# SINGLE COLLECTION (井手麻理子のアルバム)
『SINGLE COLLECTION』（シングル・コレクション）は、日本の歌手・井手麻理子のベスト・アルバム。

## 概要
- デビューから10年を経て発表された井手麻理子初のベストアルバム。
- 今まで発表された全シングル曲に加え、「Can't take my eyes off you（君の瞳に恋してる）」のカヴァーをボーナス・トラックとして収録している。
- なお、本作に収録されているシングル曲はすべてavex tune時代に発表されたものであり、cutting edgeに移籍して以降は現時点でシングルを発表していない。

## 収録楽曲
1. CRAWL
2. FEEL
3. 風と共にながれて
4. 〜Seek〜 それが愛かもしれないから
5. There must be an angel (playing with my heart) -L.B.B.TV Mix Edit-
6. Style -original mix-
7. 太陽の花びら -original mix-
8. 愛の原理 -original mix-
9. 蒼のつづき
10. Can't take my eyes off you -BONUS TRACK-